# Kristian Niemann
Kristian Niemann (ur. 26 października 1971) – szwedzki muzyk, kompozytor i multiinstrumentalista. Kristian Niemann znany jest przede wszystkim z występów w grupie muzycznej Therion, której był członkiem w latach 1999-2008. Wraz z zespołem nagrał m.in. sześć albumów studyjnych. Od 2000 roku współtworzy projekt Demonoid. W 1996 roku utwór jego autorstwa pt. "Industrial Type Thang" znalazł się na płycie Hottest Unknown Guitarists wydawnictwa JSR Records. Współpracował także z zespołem Johnny'ego Hagela - Lithium, a także multiinstrumentalistą Snowy Shaw. Od 2009 roku m.in. z udziałem basisty Mikaela Brunkvista byłego członka Slumber tworzy formację Purity of Essence. Jest starszym bratem Johana Niemanna, basisty zespołu Evergrey.

## Dyskografia
- Therion - Vovin (1998, Nuclear Blast)
- Therion - Deggial (2000, Nuclear Blast)
- Therion - Secret of the Runes (2001, Nuclear Blast)
- Therion - Live in Midgård (album koncertowy, 2002, Nuclear Blast)
- Therion - Lemuria (2004, Nuclear Blast)
- Demonoid - Riders of the Apocalypse (2004, Nuclear Blast)
- Therion - Sirius B (2004, Nuclear Blast)
- Therion - Celebrators of Becoming (BOX, 2006, Nuclear Blast)
- Therion - Gothic Kabbalah (2007, Nuclear Blast)
- Therion - Live Gothic (album koncertowy, 2008, Nuclear Blast)
- Therion - The Miskolc Experience (album koncertowy, 2009, Nuclear Blast)
- Snowy Shaw - Snowy Shaw Is Alive! (2011, iTunes)